# الإرهاب في كندا
يشمل الإرهاب والاعتداءات الجماعية في كندا أعمال الإرهاب وعمليات إطلاق النار على الجموع وهجمات الدهس والطعن الجماعي إضافة إلى الأعمال الأخرى المماثلة المرتكبة على الأراضي الكندية والتي قد يربطها الأشخاص بأساليب إرهابية دون أن تصنفها المنظومة القانونية في كندا على أنها إرهابية. (على سبيل المثال، كان إطلاق النار في تورنتو عام 2018 حادثة إطلاق نار جماعي، لكن لم يربطه مسؤولو إنفاذ القانون في كندا بالإرهاب). 
يشمل النشاط الإرهابي وفقًا للقانون الجنائي الكندي «القيام بفعل ما أو الامتناع عنه، داخل كندا أو خارجها، لغرض سياسي أو ديني أو أيديولوجي، بهدف ترهيب العامة بأمور متعلقة بأمنهم، بما في ذلك الأمن الاقتصادي، أو إجبار شخص أو حكومة أو منظمة (سواء داخل كندا أو خارجها) على القيام بأي عمل، أو الامتناع عن القيام به، ما يتسبب، عمدًا، بوقوع أحد أشكال الضرر الجسيم». وعليه، ترتبط بعض الأعمال الإرهابية في كندا بأحداث وجنسيات خارجية، بينما ترتبط أخرى، كأزمة أكتوبر في ستينيات القرن العشرين، بالتوترات الداخلية. 
تعد الأمور المتعلقة بمكافحة الإرهاب بشكل عام في كندا، وكذلك الأمن القومي داخل الحكومة الفيدرالية، من اختصاص وزير السلامة العامة والتأهب لحالات الطوارئ. لوزيري الخارجية والدفاع الوطني في الحكومة الكندية أيضًا دور أساسي في مكافحة الإرهاب. 
تستخدم الحكومة الكندية أداة المستوى الوطني لخطر الإرهاب لتحديد احتمالية حدوث الأنشطة الإرهابية في كندا. استقر مستوى التهديد في كندا عند درجة «متوسط» منذ شهر أكتوبر 2014 وحتى نهار 22 مايو 2021، ما يعني «وجود احتمالية لوقوع عمل إرهابي عنيف».

## نظرة عامة على الإطار القانوني والاستجابة القانونية
تعد القضايا العامة المتعلقة بالأمن القومي من اختصاص وزير السلامة العامة والتأهب لحالات الطوارئ. تتحمل حكومات المقاطعات/ الأقاليم مسؤولية إنفاذ القانون العام وإقامة المحاكمات الجنائية، بالمقابل، تتحمل شرطة الخيالة الكندية الملكية (التابعة لوزارة السلامة العامة والتأهب لحالات الطوارئ) المسؤولية الأساسية في التحقيق بجرائم الأمن الوطني، وذلك بموجب قانون الجرائم المهددة للأمن.
وضعت التشريعات الفيدرالية الكندية نظامًا قانونيًا يحاكم الإرهابيين على أنشطتهم. تقاضي دائرة الادعاء العام الكندية، التابعة للنائب العام الكندي، الجرائم، بما في ذلك الجرائم المتعلقة بالأمن القومي (كالأنشطة الإرهابية)، نيابة عن الحكومة الكندية. يعاقَب من ينفد هجومًا إرهابيًا، أو من يأمر شخصًا آخر بتنفيذ هجوم إرهابي، في كندا بالسجن المؤبد. يتعرض كل من يسهل عملية تنفيذ هجوم إرهابي في كندا للسجن لمدة لا تزيد عن 10 سنوات.
يُعرف القانون الجنائي الكندي النشاط الإرهابي بأنه يشمل «القيام بفعل ما أو الامتناع عنه، داخل كندا أو خارجها، لغرض سياسي أو ديني أو أيديولوجي، بهدف ترهيب العامة بأمور متعلقة بأمنهم، بما في ذلك الأمن الاقتصادي، أو إجبار شخص أو حكومة أو منظمة (سواء داخل كندا أو خارجها) على القيام بأي عمل، أو الامتناع عن القيام به، ما يتسبب، عمدًا، بوقوع أحد أشكال الضرر الجسيم».
جدد قانون التصدي للإرهاب، الذي دخل حيز التنفيذ فيي يوليو 2013، بعض فقرات القانون الجنائي وسمى أربع عقوبات جديدة تهدف لمنع، وردع، الأفراد من مغادرة الأراضي الكندية لأغراض تتعلق بالإرهاب.
يوفر قانون مكافحة الإرهاب الكندي «تدابير للحكومة الكندية لوضع قائمة بالمجموعات التي: نفذت عمدًا نشاطًا إرهابيًا أو حاولت تنفيذه أو شاركت بتنفيذه أو قدمت التسهيلات لتنفيذه» أو «نفذت أو سهلت أو شاركت أو حاولت المشاركة عمدًا بنشاط إرهابي ما نيابة عن كيان ما أو بتوجيه منه أو بالاشتراك معه». ينص القانون على وجه التحديد على «امتلاك الحاكم صلاحية وضع لائحة بالكيانات الإرهابية بموجب القوانين التنظيمية، ويمكن إضافة أي كيان إليها بناءً على توصية من وزير الأمن العام». استبدل قانون مكافحة الإرهاب الكندي قاتون الأسرار الرسمية بقانون أمن المعلومات الذي يركز على «السلوكيات الضارة بكندا، أو تلك التي من المتحتمل لها أن تضر بكندا». حدد قانون مكافحة الإرهاب الكندي أيضًا مفهوم «إلحاق الضرر بالمصالح الكندية» للتصدي لطيف واسع من السلوكيات الضارة المحتملة، بما في ذلك النشاط الإرهابي والتعرض للبنى التحتية الحرجة وتطوير أسلحة الدمار الشامل بما يتعارض مع القانون الدولي. 
من ناحية أخرى، يعالج قانون عائدات الجريمة (غسيل الأموال) وتمويل الإرهاب وقانون ضريبة الدخل وقانون تسجيل الهيئات الخيرية (قانون المعلومات الأمنية) مواضيع تمويل الإرهاب. أما فيما يتعلق بحركة التهديدات المحتملة عبر الحدود، فيسهل قانون الهجرة وحماية اللاجئين الكندي عملية تقييم شرعية المتقدمين للحصول على الإقامة المؤقتة أو الدائمة وتقييم وضع اللاجئين.
يحمل قانون وزارة الخارجية والتجارة الدولية وزير الخارجية الكندي مسؤولية الأمور المتعلقة بتسيير الشؤون الخارجية لكندا، بما في ذلك مكافحة الإرهاب الدولي والرد على الحوادث الإرهابية التي تقع خارج الحدود الكندية. علاوة على ذلك، تمتلك كندا قوائم للدول الراعبة للإرهاب أعدتها بموجب قانون حصانة الدولة، الذي يلغي، كما قانون العدالة لضحايا الإرهاب، الحصانات القانونية عن البلدان المدرجة، ما يسمح برفع دعاوى مدنية ضد تلك البلدان في المحاكم الكندية، لتسببها بأضرار معينة نتيجة ضلوعها بأنشطة إرهابية في أي مكان في العالم. أضيفت كل من سوريا وإيران إلى هذه القوائم في عام 2012.
فيما يخص موضوع الاستجابة للطوارئ، يعطى الدور القيادي لوزير السلامة العامة بموجب قانون إدارة الطوارئ.

## التعويض
يعطي قانون العدالة لضحايا الإرهاب ضحايا الإرهاب في كندا الحق في مقاضاة مرتكبي جرائم الإرهاب ومن يدعمهم على الخسائر التي لحقت بهم نتيجة للمارسات الإرهابية أينما ارتكبت، سواء داخل كندا أو خارجها. وعلى غرار قانون العدالة لضحايا الإرهاب، تسمح التعديلات التي أجريت على قانون حصانة الدولة بمقاضاة الدول المدرجة من قبل الحكومة الفيدرالية على أنها داعمة للإرهاب في المحاكم الكندية بسبب الخسارة التي سببتها نتيجة لتورطها في الإرهاب في أي مكان في العالم.
في 1 مايو 2006، أعلنت الحكومة الكندية إطلاق تحقيق عام في قضية تفجير رحلة طيران الهند رقم 182 بهدف التحقيق في الطرق التي يقيد بها القانون الكندي تمويل الجماعات الإرهابية وفي مدى توافر الحماية لشهود قضايا الإرهاب، وفيما إذا كانت كندا بحاجة لزيادة أمن مطاراتها، وفيما إذا تم حل قضايا التعاون مع كل من شرطة الخيالة الكندية الملكية وجهاز الاستخبارات والأمن الكندي وغيرها من وكالات إنفاذ القانون في كندا. كان من المقرر أيضًا إنشاء منتدى يتمكن من خلاله أقرباء الضحايا من الإدلاء بشهاداتهم حول تأثير التفجير على حيواتهم، وضمان عدم تكرار أي محاكمات جنائية.
بين 1 ديسمبر 2011 و 31 يوليو 2012 قدمت الحكومة الكندية إكرامية لعائلات الركاب وأفراد الطاقم الذي لقوا حتفهم في حادثة تفجير رحلة طيران الهند رقم 182 في 23 يونيو 1985 مرة واحدة فقط «تعبيرًا منها عن التعاطف مع أهالي عائلات المتوفين والاعتراف بالازدراء الذي تعامل به المسؤولون الكنديون حيال هذه القضية في السنوات التي أعقبت المأساة». سُددت المدفوعات للمستحقين ومستوفيي الشروط من مقدمي الطلبات من أهالي 275 ضحية. علاوة على ذلك، يحتفل بعض الكنديون في 23 يونيو من كل عام باليوم الوطني لإحياء ذكرى ضحايا الإرهاب لتكريم ضحايا الاعتداء. 